# Scott Gault
Scott Gault, född den 31 januari 1983 i Berkeley, Kalifornien, är en amerikansk roddare.
Han tog OS-brons i fyra utan styrman i samband med de olympiska roddtävlingarna 2012 i London.